# Thyssenkrupp-Hauptquartier

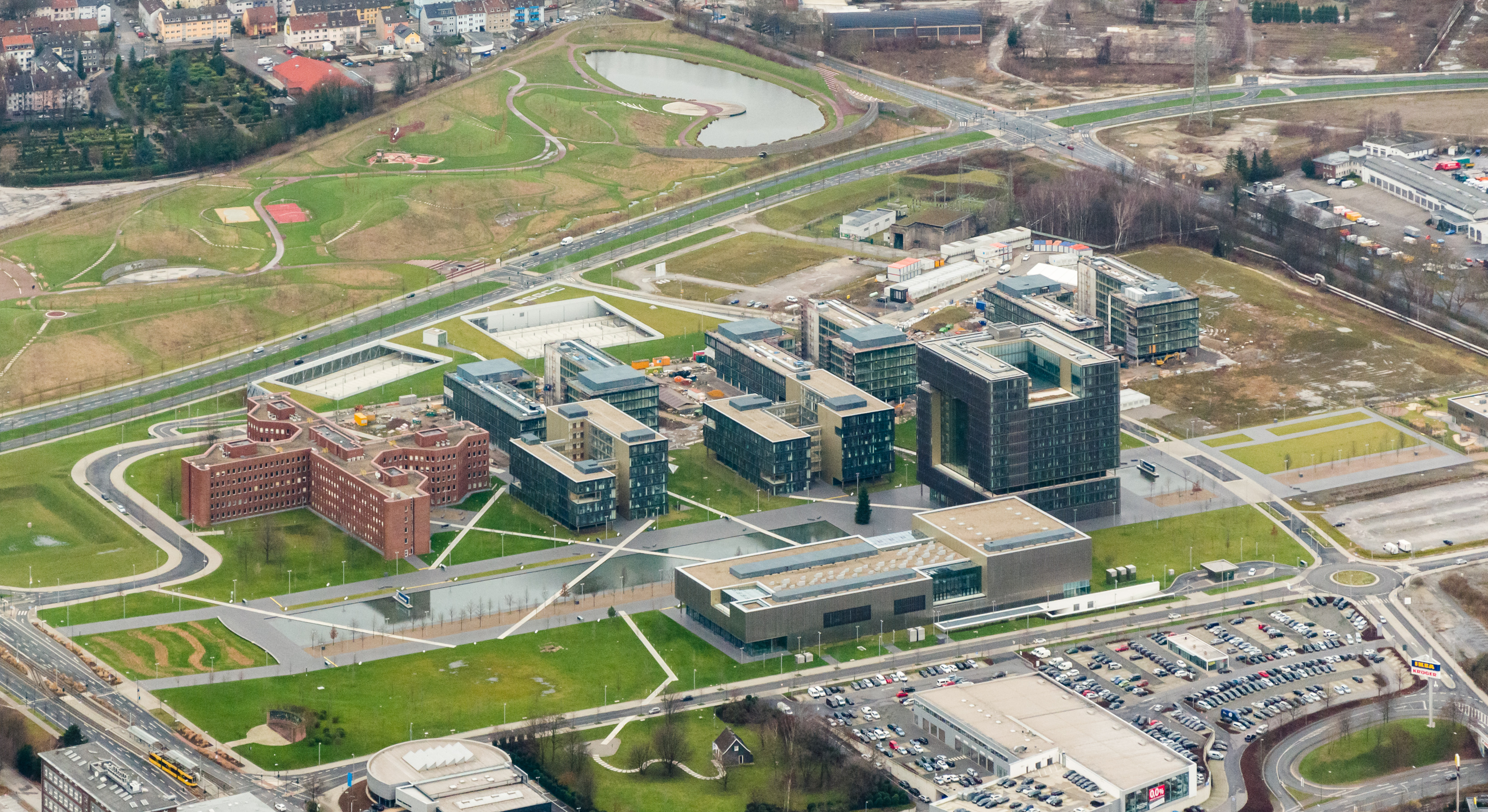
Luftaufnahme 2014

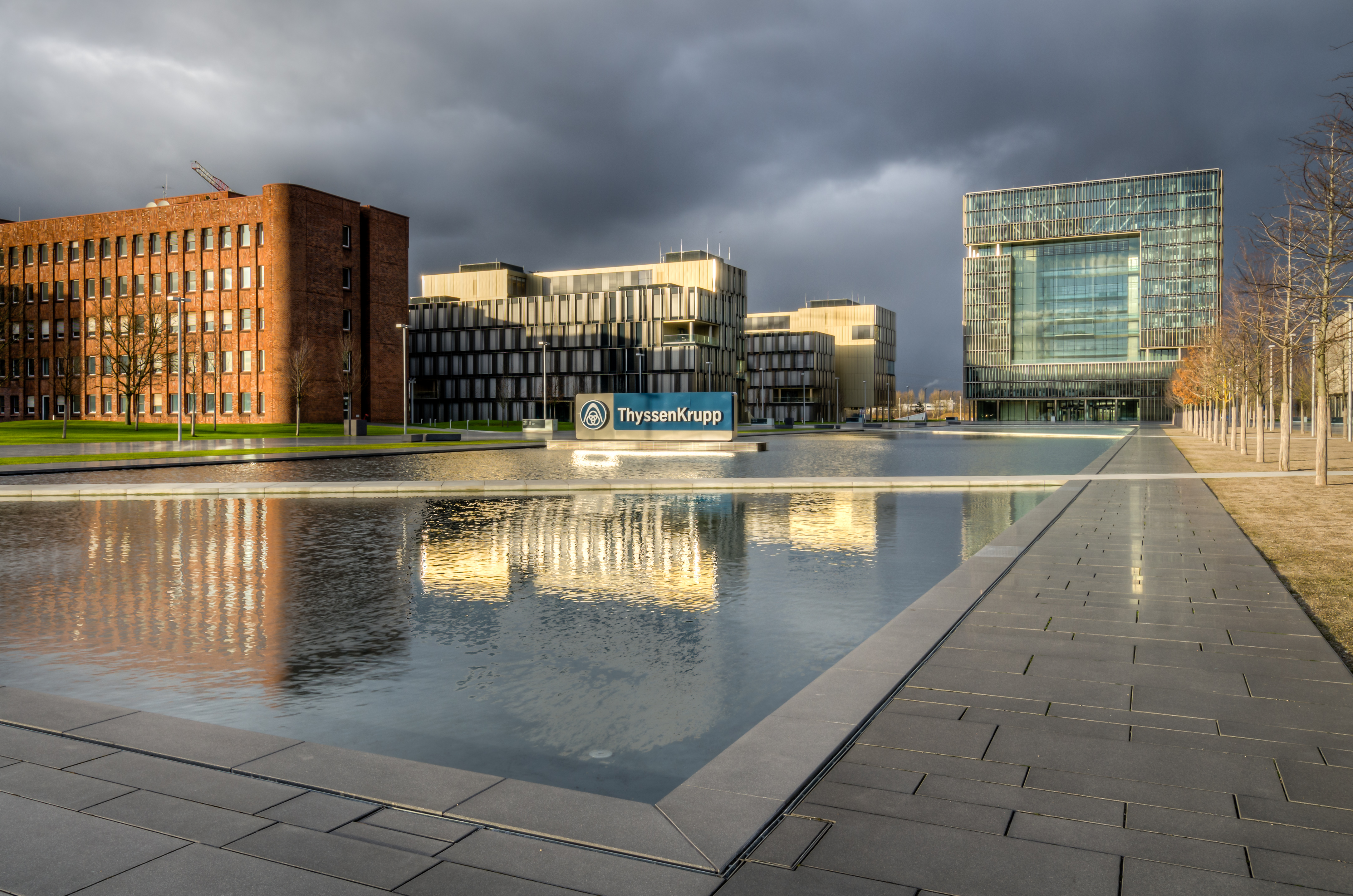
Thyssenkrupp-Hauptquartier

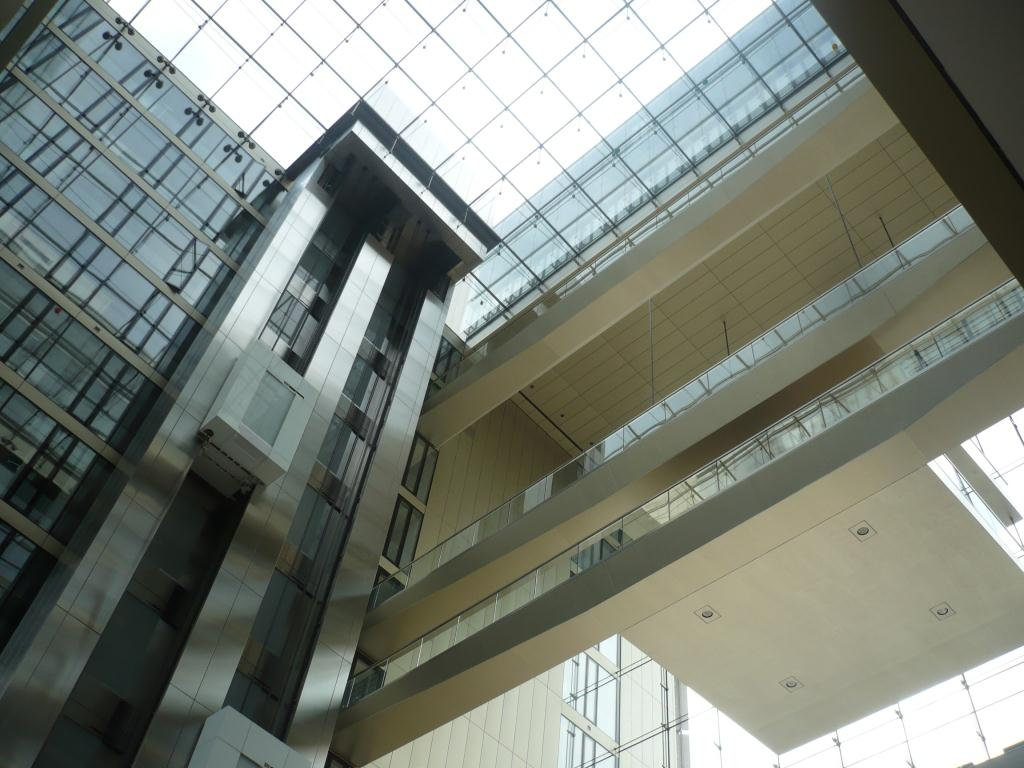
Gebäude Q1, Innenansicht

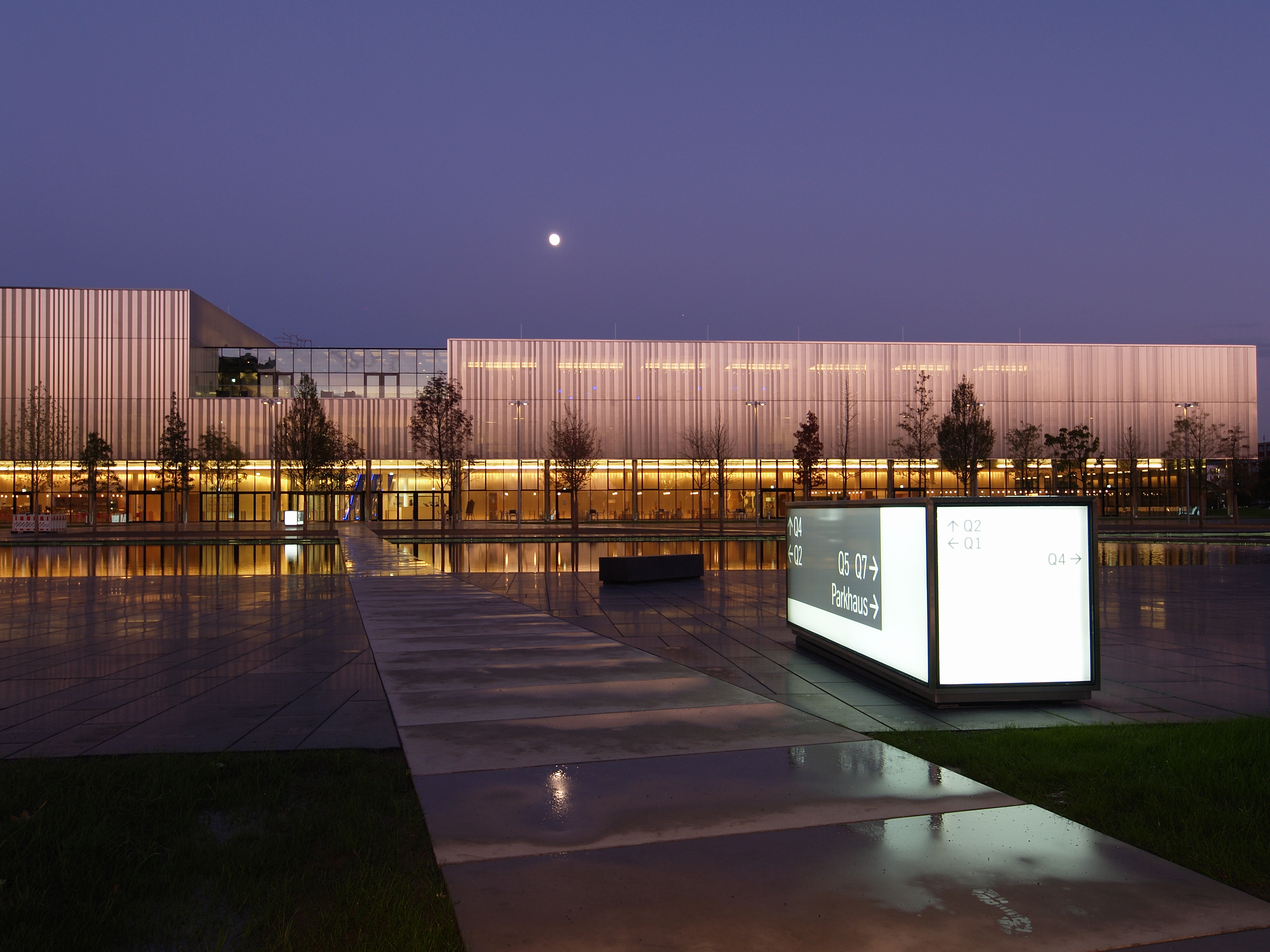
Gebäude Q2 und Weg über die Wasserachse

Das Thyssenkrupp-Hauptquartier, offiziell auch als „thyssenkrupp Quartier“ bezeichnet, ist die Konzernzentrale der Thyssenkrupp AG im Westviertel der Stadt Essen. Das Quartier ist Kern des städtebaulichen Projektes Krupp-Gürtel und steht genau auf dem Grund, auf dem Krupp mit der Gussstahlfabrik in Essen seine Wurzeln hat. Der neue Bürocampus ist ein Ensemble aus verschiedenen Einzelgebäuden, die auf einem „grünen Teppich“ mit Bäumen, verbindenden Wegen und kleinen Plätzen angeordnet sind. Dem Konzern als Auftraggeber war es dabei besonders wichtig, dass sich die Neubauten flexibel an Veränderungsprozesse innerhalb des Unternehmens anpassen lassen. Die Kosten für den ersten Bauabschnitt des Hauptquartiers werden auf über 300 Millionen Euro beziffert.
Das Gebäude Q1 als Hauptgebäude des neuen Campus ist als markanter Hochpunkt auf der zentralen Wasserachse platziert, die dem Gelände seine Struktur verleiht. Neben diesem und weiteren Bürogebäuden gehören eine öffentliche Kita, das Veranstaltungsgebäude Q2, ein Parkhaus und eine Tiefgarage zum Quartier. Der städtebauliche und architektonische Entwurf des Campus steht für Offenheit, Begegnung und Kommunikation – innerhalb des Quartiers und nach außen in die angrenzenden Stadtteile.
Die Fassaden der Gebäude sind nach dem Prinzip „Schale – Kern“ gestaltet, das zwei unterschiedliche Fassadentypen vorsieht: Der Typ „Schale“ schließt die Gebäudevolumina nach außen hin ab. Der Typ „Kern“ ist den Höfen und Atrien zugewandt. Diese gestalterischen Leitmotive haben das Ziel, über die gemeinsame Formensprache der Neubauten hinaus die Kohäsion zwischen den Häusern und damit die architektonische Homogenität des Campus zu stärken.

## Geschichte
Der Neubau in Essen und damit die Konzentration auf die Verwaltungsstandorte Essen und Duisburg war 2006 beschlossen worden. Der erste symbolische Spatenstich fand am 12. Juni 2007 statt. Die Grundsteinlegung folgte am 5. September 2008 im Beisein der beiden Ehrenvorsitzenden im Aufsichtsrat der Thyssenkrupp AG, Berthold Beitz und Günter Vogelsang, des Vorsitzenden im Aufsichtsrat, Gerhard Cromme, sowie des damaligen Oberbürgermeisters Wolfgang Reiniger und der Architekten Philippe Chaix und Jürgen Steffens. Die Architektur stammt von Chaix & Morel et associeés und JSWD Architekten, die den von ThyssenKrupp 2006 ausgeschriebenen Architekturwettbewerb gewannen. Am 17. Juli 2009 folgte das Richtfest. Im Zentrum des Krupp-Gürtels hat Thyssenkrupp einen Großteil der Verwaltungsgebäude mit mehr als 100.000 Quadratmetern Gebäudefläche angesiedelt und somit den Verwaltungsstandort von Düsseldorf nach Essen verlegt. Am 17. Juni 2010 wurde das Hauptquartier in Anwesenheit des Vorsitzenden des Kuratoriums der Alfried Krupp von Bohlen und Halbach-Stiftung Berthold Beitz, des Ministerpräsidenten Jürgen Rüttgers, des Vorsitzenden im Aufsichtsrat Gerhard Cromme und des Oberbürgermeisters von Essen Reinhard Paß offiziell eröffnet. Die Arbeitsplätze von mehr als 2.000 Mitarbeitern aus Bochum, Duisburg und insbesondere Düsseldorf wurden nach Essen verlagert. Die Angestellten nahmen ihre Arbeit seit dem 21. Juni 2010 auf. Die meisten kamen aus dem Düsseldorfer Dreischeibenhaus, dem ehemaligen Konzernsitz, der seit Ende Juni 2010 zunächst leer stand.

## Hauptgebäude Q1
Rund 500 Beschäftigte der Konzernspitze sind im Gebäude Q1 untergebracht, das am Ende der zentralen Wasserachse angeordnet ist. Das würfelförmige Gebäude mit einer Kantenlänge von 50 Metern und einem zentralen Atrium verfügt über 14 Etagen. Die Bereiche mit den Büros sind L-förmig um ein zentrales Atrium angeordnet. Dessen riesige Glasfassaden ermöglichen Blicke in die umgebende Landschaft und von außen hinein ins Gebäude. Mit der Konstruktion dieser Glasfassaden betrat das beauftragte Stuttgarter Ingenieurbüro Werner Sobek technisches Neuland, da sie weder steht noch hängt, sondern wie bei einem Tennisschläger vertikal und horizontal aufgespannt wurde. Die beiden 25,6 mal 28,1 Meter großen Glasflächen bestehen aus 96 einzelnen Weißglasscheiben und geben unter Windbelastung bis zu einem halben Meter nach. Die Scheiben sind in drei Schichten aufgebaut: 12 mm Sicherheitsglas, 16 mm freier Zwischenraum sowie 2 mal 8 mm Verbund-Sicherheitsglas mit einer 1,52 mm PVB-Sonnenschutz-Folie. Sie sind mit Silikon untereinander verbundenen und haben ein Eigengewicht von rund 500 Kilogramm. Dank der vertikalen Verspannung von 1770 N/mm² können auch heftige Stöße aufgefangen werden. Der dafür nötige Randverbund misst ebenfalls einen knappen halben Meter. Trotz der großen Glasflächen erhielt das Gebäude von der Deutschen Gesellschaft für Nachhaltiges Bauen (DGNB e. V.) das Gütesiegel in Gold, da der Energieverbrauch unter 150 Kilowattstunden pro Quadratmeter und Jahr liegt. Das entspricht in etwa der Hälfte des Durchschnittsverbrauchs moderner Bürohochhäuser.

## Nebengebäude
Von Beginn an wurden vier weitere Gebäude, genannt Q2, Q4, Q5 und Q7, sowie ein Parkhaus errichtet. In Q2 befinden sich ein Konferenzzentrum für bis zu 1000 Personen sowie die Gastronomie für Mitarbeiter und Gäste. Q5 und Q7 beherbergen Büros für 220 beziehungsweise 300 Angestellte. 
Nach einem Jahr Bauzeit eröffnete am 1. August 2012 die betriebliche Kindertagesstätte Miniapolis für rund 100 Kinder von Mitarbeitern und Bewohnern angrenzender Wohngebiete.
Im Frühjahr 2014 wurden drei weitere Verwaltungsgebäude im Stil des Hauptquartiers im westlichen Bereich des Geländes fertiggestellt. In diese Gebäude ziehen nach und nach bis Ende Juni 2014 etwa 1000 weitere Mitarbeiter von Tochterunternehmen ein, die bisher noch im Stadtgebiet verteilt ihren Sitz hatten.
Ein von Beginn an geplantes Hotel und die ThyssenKrupp Academy für Führungskräfte des Konzerns, die dort mit Unterstützung von Universitäten fortgebildet werden sollten, werden vorerst nicht gebaut.
Energie- und sicherheitstechnisch werden alle Gebäude, auch Q1, von einer von der Firma Siemens eingerichteten weitgehend automatisierten Sicherheits- und Gebäudeleitzentrale überwacht und gesteuert. Die Sicherheit gewährleisten neben sechs Brandmeldeanlagen, sechs Sprachalarmierungsanlagen und sechzig Rauchansaugsystemen auch etwa 350 Kameras, ein Zutrittskontrollsystem sowie ein mit Sensoren bestücktes Einbruchsmeldesystem. Damit sind unter anderem Identifikationen und Zählungen von Personen berührungslos möglich. Energieeffiziente Steuerungen übernehmen die Klimatisierung und den Energieverbrauch in den Räumen.
Im Herbst 2024 ist Siemens von der Kruppstraße in das Gebäude K10 des Thyssenkrupp-Quartiers gezogen. Siemens hat damit den alten Standort an der Kruppstraße nach 94 Jahren aufgegeben.

## Außenbereich
Vor dem Zentralgebäude Q1 liegt eine 4800 Quadratmeter große Wasserachse, die von mehreren Verbindungsstegen zwischen den einzelnen Gebäuden überspannt wird. Anlässlich der Grünen Hauptstadt Europas – Essen 2017 wurde am 1. Juni 2017 ein Urban-Gardening-Projekt eröffnet, indem das Wasser in den Becken abgelassen und es mit Sand, Kies und Erde aufgefüllt wurde. Bürger, darunter Kindergartengruppen und Schulklassen, können hier Gemüse anpflanzen oder auf Sitzgelegenheiten und an einem Grillplatz verweilen. Ebenso ist ein Volleyballfeld angelegt. Im September 2017 wird die Wasserachse wieder in den Normalzustand versetzt und mit Wasser gefüllt.
Um die Gebäude herum gibt es ausgedehnte Grünflächen. Auffällige kubische Wegweiser befinden sich an jedem Zugang.